# 巴西㹴
巴西㹴（英語：Brazilian Terrier, Fox Paulistinha），是一种巴西特有的㹴犬。其很可能是来自其他种类的猎狐㹴的选育品种。

## 概述
巴西㹴长约14-16英尺（35.5至40.5厘米）。它带有典型的猎狐㹴的特征：其皮毛呈三色（白色为主，其他通常为黑色、棕褐色、棕色或蓝色）。其骨架为平形及楔形构造，并带有折叠状耳朵。重量通常为14-20磅之间（6.5至9公斤）。较同类猎狐犬，巴西㹴本能有很高警惕性、聪明并乐与陌生人游戏。它不宜与其他小型动物独处，它们必须保持活动性，否则其在无聊时会显得具有破坏性或不安。